# Віраг Немет
Віраг Немет (угор. Virág Németh; нар. 19 червня 1985) — колишня угорська тенісистка.
Найвищу одиночну позицію світового рейтингу — 130 місце досягла 22 листопада 2004, парну — 177 місце — 7 лютого 2005 року.
Здобула 8 одиночних та 5 парних титулів туру ITF.
Завершила кар'єру 2010 року.

## Фінали турнірів WTA

### Парний розряд: 1 (поразка)
| Результат | Дата     | Турнір                        | Рівень  | Покриття | Партнерка   | Суперниці                  | Рахунок  |
| --------- | -------- | ----------------------------- | ------- | -------- | ----------- | -------------------------- | -------- |
| Поразка   | Лип 2004 | Budapest Grand Prix, Угорщина | Tier IV | Ґрунт    | Агнеш Савай | Петра Мандула Барбара Шетт | 3–6, 2–6 |

## Фінали ITF
| турніри $100,000 |
| турніри $75,000  |
| турніри $50,000  |
| турніри $25,000  |
| турніри $10,000  |

### Одиночний розряд: 13 (8–5)
| Результат | Ранг | Дата            | Турнір                          | Покриття   | Суперниця                  | Рахунок       |
| --------- | ---- | --------------- | ------------------------------- | ---------- | -------------------------- | ------------- |
| Поразка   | 1.   | 23 квітня 2002  | ITF Таранто, Італія             | Ґрунт      | Сандра Клезель             | 4–6, 6–1, 4–6 |
| Перемога  | 2.   | 9 лютого 2003   | ITF Бергамо, Італія             | Тверде (i) | Альберта Бріанті           | 7–5, 5–7, 7–6 |
| Перемога  | 3.   | 21 квітня 2002  | ITF Таранто, Італія             | Ґрунт      | Роса Марія Андрес Родрігес | 3–6, 6–7, 1–6 |
| Перемога  | 4.   | 4 травня 2003   | ITF Пула, Хорватія              | Ґрунт      | Луціє Градецька            | 4–6, 6–0, 6–1 |
| Поразка   | 5.   | 29 вересня 2003 | ITF Казерта, Італія             | Ґрунт      | Мервана Югич-Салкич        | 6–7, 3–1 ret. |
| Поразка   | 6.   | 2 лютого 2004   | ITF Ортізеї, Італія             | Килим (i)  | Івета Бенешова             | 3–6, 1–6      |
| Перемога  | 7.   | 13 вересня 2004 | ITF Софія, Болгарія             | Ґрунт      | Зузана Кучова              | 5–1 ret.      |
| Перемога  | 8.   | 3 жовтня 2004   | ITF Белград, Сербія             | Ґрунт      | Катерина Бичкова           | 2–6, 6–2, 6–2 |
| Перемога  | 9.   | 31 жовтня 2004  | ITF Стамбул, Туреччина          | Тверде (i) | Іпек Шенолу                | 7–5, 6–4      |
| Перемога  | 10.  | 30 травня 2006  | ITF Дьєр, Угорщина              | Ґрунт      | Антонія Ксенія Тоут        | 6–2, 6–3      |
| Поразка   | 11.  | 4 вересня 2007  | ITF Брчко, Боснія і Герцеговина | Ґрунт      | Діана Накич                | 3–6, 4–6      |
| Поразка   | 12.  | 14 червня 2009  | ITF Будапешт, Угорщина          | Ґрунт      | Наташа Зорич               | 6–4, 6–7, 4–6 |
| Перемога  | 13.  | 5 липня 2009    | ITF Прокуплє, Сербія            | Ґрунт      | Каролина Йованович         | 6–4, 2–6, 7–5 |

### Парний розряд: 9 (5–4)
| Результат | Ранг | Дата              | Турнір                          | Покриття | Партнерка             | Суперниці                           | Рахунок              |
| --------- | ---- | ----------------- | ------------------------------- | -------- | --------------------- | ----------------------------------- | -------------------- |
| Перемога  | 1.   | 13 вересня 2004   | ITF Софія, Болгарія             | Ґрунт    | Кіра Надь             | Габріела Нікулеску Сандра Заглавова | 2–6, 6–2, 7–5        |
| Поразка   | 2.   | 19 жовтня 2004    | ITF Севілья, Іспанія            | Ґрунт    | Кіра Надь             | Лурдес Домінгес Ліно Лаура Поус Тіо | 2–6, 3–6             |
| Перемога  | 3.   | 21 листопада 2004 | ITF Довіль, Франція             | Ґрунт    | Ципора Обзилер        | Ванесса Генке Квета Пешке           | 6–4, 6–1             |
| Перемога  | 4.   | 30 травня 2006    | ITF Дьєр, Угорщина              | Ґрунт    | Чіллі Боршаньї        | Нікола Вайдова Патріція Верешова    | 6–4, 6–4             |
| Перемога  | 5.   | 23 червня 2008    | ITF Будапешт, Угорщина          | Ґрунт    | Шона Лі               | Пальма Кіралі Моніка Коханова       | 6–2, 6–2             |
| Поразка   | 6.   | 5 липня 2008      | ITF Прокуплє, Сербія            | Ґрунт    | Александра Філіповскі | Любиця Аврамович Каролина Йованович | 6–7(4), 4–6          |
| Поразка   | 7.   | 1 вересня 2008    | ITF Брчко, Боснія і Герцеговина | Ґрунт    | Александра Філіповскі | Катаріна Полякова Зузана Злохова    | 1–6, 6–1, [8–10]     |
| Поразка   | 8.   | 4 липня 2009      | ITF Прокуплє, Сербія            | Ґрунт    | Александра Філіповскі | Каролина Йованович Тіна Обреж       | 7–6(4), 1–6, [14–16] |
| Перемога  | 9.   | 7 вересня 2009    | ITF Будапешт, Угорщина          | Ґрунт    | Река Луца Яні         | Яна Яндова Луціє Кріґсманнова       | 4–6, 6–3, [10–6]     |